# 김재엽
김재엽(金載燁, 1964년 5월 17일~)은 대한민국 유도 선수, 대학 교수이다. 1984년 하계 올림픽에서 은메달, 1988년 하계 올림픽에서 금메달을 획득했고, 세계 유도 선수권 대회(1987)와 아시안 게임(1986) 우승을 차지했다.

## 선수 경력
1964년 대구 남구에서 태어났다. 1974년 대구남산초등학교 4학년때 유도를 처음 시작하였으며, 대구중앙중학교와 계성고등학교를 거치면서 전국규모대회를 20여차례 석권하였다. 특히 계성고 3학년이던 1982년에는 100연승의 대기록을 세워 주위를 놀라게 하였다. 1983년 계명대학교 1학년 때 처음 국가대표에 선발되어 태릉선수촌에 입촌하였으며, 1982년 6월 푸에르토리코 마야궤스에서 열린 1983년 세계 주니어 유도 선수권 대회에서 한국 유도 사상 처음으로 금메달을 획득하였다.
미국 로스앤젤레스에서 열린 1984년 하계 올림픽에 참가하여 결승전까지 올랐으나 일본의 호소카와 신지에게 누르기 한판패를 당하면서 은메달에 머물렀다. 하지만 1986년에 열린 서울 아시안 게임에서 금메달을 획득하면서 다시 두각을 나타냈다. 이듬해 서독 에센에서 열린 세계 유도 선수권 대회에서는 1984년 올림픽에서 패배를 안겨준 호소카와와 또다시 결승전에서 맞붙어 허벅다리걸기로 한판승을 거두면서 패배를 설욕하였다.
1988년 서울 올림픽에서는 전경기에서 상대 선수에게 한 점도 허용하지 않으며 여유있게 금메달을 획득하였다. 경기를 앞두고 많은 전문가들은 '1987년 세계 선수권자 김재엽과 1984년 올림픽 금메달리스트 호소카와가 결승전에서 맞붙을 것'이라고 예상을 하였으나 호소카와가 준결승에서 미국의 무명 선수 케빈 아사노에게 불의의 일격을 당하면서 금메달의 주인공이 손쉽게 판가름났다.

## 은퇴
서울 올림픽 직후 은퇴를 선언하고 곧바로 지도자의 길로 들어섰으며, 1992년에 바르셀로나에서 열린 1992년 하계 올림픽에서는 대한민국 유도 대표팀 코치로 대회에 참가하였다. 현재 동서울대학 경호학과 교수로 재직중이다.

## 개인사
김재엽의 종교는 불교이다.
1989년 핸드볼 선수인 김경순과 결혼했으며 두 사람 사이에서 아들 김관우(1992년생)과 딸 김지민(1993년생)이 태어났다. 두 부부는 사기를 당하여 발생한 빚으로 인해 합의 이혼했다.

## 수상

### 수훈
- 체육훈장 청룡장(1986년 10월 6일)
- 체육훈장 맹호장(1984년 8월 17일)
- 체육훈장 기린장(1983년 10월 15일)

## 출신 학교
- 대구남산초등학교 졸업
- 대구중앙중학교 졸업
- 계성고등학교 졸업
- 계명대학교 사범대학 상업교육학 학사
- 국민대학교 대학원 체육학 석사
- 경기대학교 대학원 경호안전학 박사

## CF
- 1995년 삼진제약 안정액
- 1995년 일화 활생톤